# Élections législatives norvégiennes de 2017
Les élections législatives norvégiennes de 2017 se déroulent le 11 septembre 2017. Le bloc bourgeois mené par la première ministre Erna Solberg remporte l'élection et s'assure quatre ans de plus au pouvoir. Le Parti travailliste est le grand perdant de cette élection et perd six sièges tandis que le Parti du centre en est le grand gagnant avec neuf sièges supplémentaires.

## Système électoral
La Norvège est dotée d'un parlement monocaméral, le Storting, qui se compose de 169 députés élus pour un mandat de quatre ans selon un mode de scrutin proportionnel plurinominal. 150 sièges sont à pourvoir à la proportionnelle, selon la méthode St. Laguë, dans 19 circonscriptions électorales plurinominales correspondants aux dix-neuf provinces norvégiennes à raison de 3 à 17 sièges par circonscription, auxquels se rajoutent dix-neuf sièges sans circonscription. Ces derniers sièges sont répartis de manière à rapprocher les pourcentages de sièges obtenus par les partis aux résultats du vote populaire, compensant ainsi la distorsion résultant de l'utilisation de circonscriptions. Ce rôle compensatoire est néanmoins restreint aux seuls partis ayant franchi les 4 % des voix au niveau national, provoquant un effet de seuil pour les petits partis.

### Répartition des sièges
| Circonscriptions       | Sièges | +/-           | Carte |
| ---------------------- | ------ | ------------- | ----- |
| Akershus               | 16     | en stagnation |       |
| Aust-Agder             | 3      | en stagnation |       |
| Buskerud               | 8      | en stagnation |       |
| Finnmark               | 4      | en stagnation |       |
| Hedmark                | 6      | en stagnation |       |
| Hordaland              | 15     | en stagnation |       |
| Møre og Romsdal        | 8      | en stagnation |       |
| Nord-Trøndelag         | 4      | en stagnation |       |
| Nordland               | 8      | en stagnation |       |
| Oppland                | 6      | en stagnation |       |
| Oslo                   | 18     | en stagnation |       |
| Rogaland               | 13     | en stagnation |       |
| Sogn og Fjordane       | 3      | en stagnation |       |
| Sør-Trøndelag          | 9      | en stagnation |       |
| Telemark               | 5      | en stagnation |       |
| Troms                  | 5      | en stagnation |       |
| Vest-Agder             | 5      | en stagnation |       |
| Vestfold               | 6      | en stagnation |       |
| Østfold                | 8      | en stagnation |       |
| Sièges complémentaires | 19     | en stagnation |       |
| Total                  | 169    | en stagnation |       |

## Date et votes anticipés
En accord avec la loi électorale norvégienne, le roi choisit la date de l'élection parmi les lundis d'un mois de septembre. Les municipalités norvégiennes peuvent néanmoins faire commencer le scrutin en avance le dimanche précédent, soit ici le 10 septembre, tant que leurs bureaux de vote sont également ouverts le lundi de l'élection même, exception faite des territoires d'outre-mer. En 2017, sur 426 municipalités, 172 mettent en œuvre ce pré-jour de vote. De même, la population a la possibilité de voter de manière anticipée par voie postale du 10 août au vendredi précédant l'élection. Sur 3 764 163 personnes inscrites sur les listes électorales, 1 029 014 votent ainsi avant le lundi 11 septembre, soit 27,34 % des inscrits.

## Sondages

Intentions de vote de 2008 à 2017
Intentions de vote de 2008 à 2017 (partis en dessous de 10 %)

## Résultats
|                        |                                            |           |       |      |        |               |  |
| Partis                 | Partis                                     | Voix      | %     | +/-  | Sièges | +/−           |  |
|                        | Parti travailliste (Ap)                    | 800 947   | 27,37 | 3,47 | 49     | 6             |  |
|                        | Parti conservateur (H)                     | 732 895   | 25,04 | 1,77 | 45     | 3             |  |
|                        | Parti du progrès (FrP)                     | 444 681   | 15,19 | 1,15 | 27     | 2             |  |
|                        | Parti du centre (Sp)                       | 302 017   | 10,32 | 4,84 | 19     | 9             |  |
|                        | Parti socialiste de gauche (SV)            | 176 222   | 6,02  | 1,93 | 11     | 4             |  |
|                        | Parti libéral (V)                          | 127 910   | 4,37  | 0,86 | 8      | 1             |  |
|                        | Parti populaire chrétien (KrF)             | 122 797   | 4,20  | 1,39 | 8      | 2             |  |
|                        | Parti de l'environnement - Les Verts (MDG) | 94 788    | 3,24  | 0,45 | 1      | en stagnation |  |
|                        | Parti rouge (R)                            | 70 522    | 2,41  | 1,33 | 1      | 1             |  |
|                        | Parti des retraités (PP)                   | 12 855    | 0,44  | 0,02 | 0      | en stagnation |  |
|                        | Parti de la santé (HP)                     | 10 337    | 0,35  | Nv.  | 0      | en stagnation |  |
|                        | Parti chrétien (PDK)                       | 8 700     | 0,30  | 0,33 | 0      | en stagnation |  |
|                        | Parti capitaliste (Lib)                    | 5 599     | 0,19  | Nv.  | 0      | en stagnation |  |
|                        | Démocrates de Norvège (DiN)                | 3 830     | 0,13  | 0,05 | 0      | en stagnation |  |
|                        | Parti pirate (PIR)                         | 3 356     | 0,11  | 0,24 | 0      | en stagnation |  |
|                        | L'Alliance (A)                             | 3 311     | 0,11  | Nv.  | 0      | en stagnation |  |
|                        | Autres partis                              | 6 069     | 0,21  | –    | 0      | en stagnation |  |
|                        |                                            |           |       |      |        |               |  |
| Suffrages exprimés     | Suffrages exprimés                         | 2 926 836 | 99,20 |      |        |               |  |
| Votes blancs           | Votes blancs                               | 18 516    | 0,63  |      |        |               |  |
| Votes nuls             | Votes nuls                                 | 5 179     | 0,17  |      |        |               |  |
| Total                  | Total                                      | 2 950 531 | 100   | –    | 169    | en stagnation |  |
| Abstentions            | Abstentions                                | 814 893   | 21,64 |      |        |               |  |
| Inscrits/Participation | Inscrits/Participation                     | 3 765 245 | 78,36 |      |        |               |  |

### Résultats par blocs
Les blocs dans la politique norvégienne ne sont pas des alliances à proprement parler, mais plutôt, plusieurs partis qui se rassemblent parce qu'ils ont des politiques plus ou moins similaires. En Norvège, le Bloc rouge rassemble les partis de gauche, correspondant à l'ancienne coalition formelle des Rouges-verts, additionné d'autres forces de gauche, tandis que le Bloc bleu rassemble les partis de droite, correspondant aux partis constituant l'alliance appelée Bloc bourgeois. Les sondeurs utilisent tous ces classifications dans leurs coups de sonde. C'est ce qui est utilisé dans le tableau ci-dessous.
|       |                             |           |       |      |        |               |  |  |  |  |  |  |  |  |
| Parti | Parti                       | Voix      | %     | +/-  | Sièges | +/-           |  |  |  |  |  |  |  |  |
|       | Bloc rouge (Ap-Sp-SV-MDG-R) | 1 444 496 | 49,35 | 8,94 | 81     | 9             |  |  |  |  |  |  |  |  |
|       | Bloc bleu (H-FrP-V-KrF)     | 1 428 283 | 48,80 | 5,17 | 88     | 8             |  |  |  |  |  |  |  |  |
|       | Autres partis               | 54 057    | 1,85  | -    | 0      | -             |  |  |  |  |  |  |  |  |
|       |                             |           |       |      |        |               |  |  |  |  |  |  |  |  |
| Total | Total                       | 2 926 836 | 100   | -    | 169    | en stagnation |  |  |  |  |  |  |  |  |

### Parlement same
Le même jour se déroule l'élection du Parlement same.

## Conséquences
La coalition sortante de centre droit et droite alliant conservateurs et progressistes conserve la majorité absolue des sièges. Erna Solberg (Parti conservateur, centre droit) demeure Première ministre. Elle entame des négociations afin de poursuivre la coalition H-FrP-KrF-V mais le Parti populaire chrétien s'en retire fin septembre, ne voulant plus s'associer avec le Parti du progrès. 
Le 14 janvier, les négociations avec les parties restantes aboutissent à la formation d'un gouvernement minoritaire H-FrP-V.